# Cissus
Cissus là một chi thực vật có khoảng 350 loài cây dây leo thuộc họ Nho. Một ít loài được trồng trong nhà làm cây cảnh.

## Mô tả

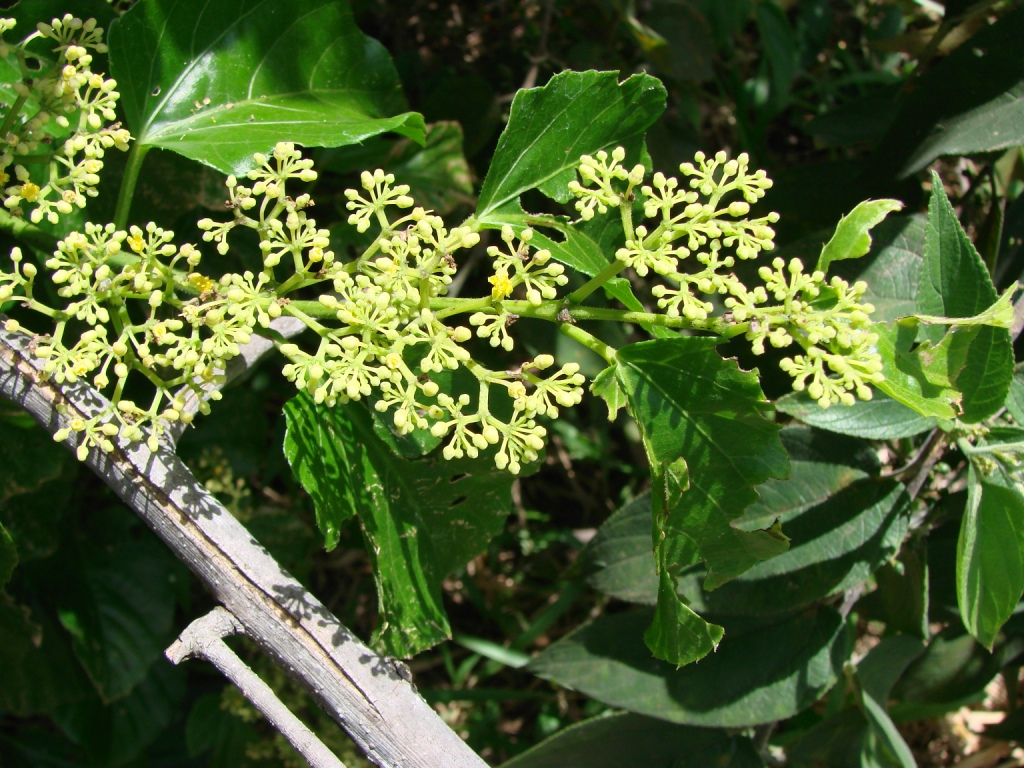
Cissus verticillata

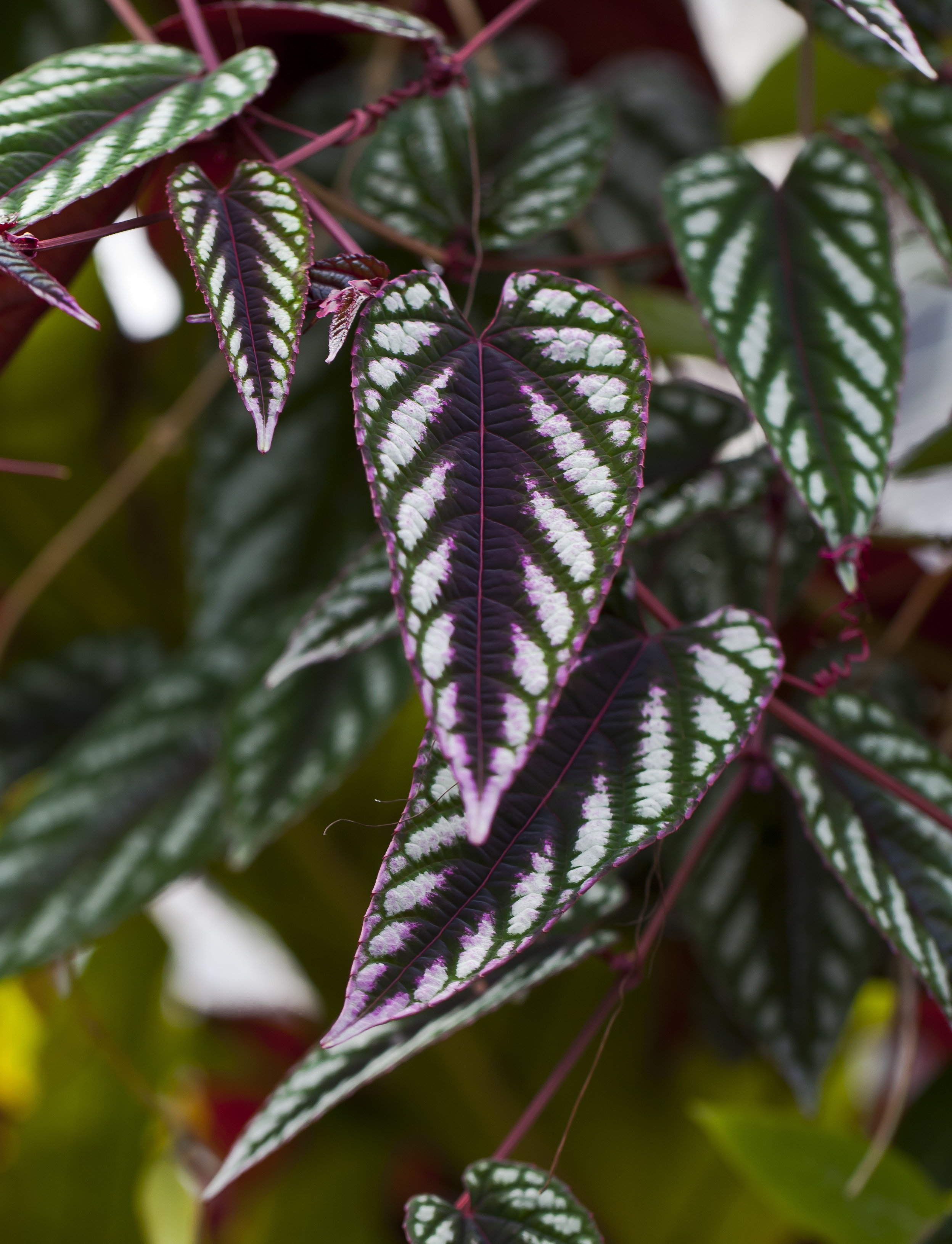
Cissus javana được trồng trong nhà

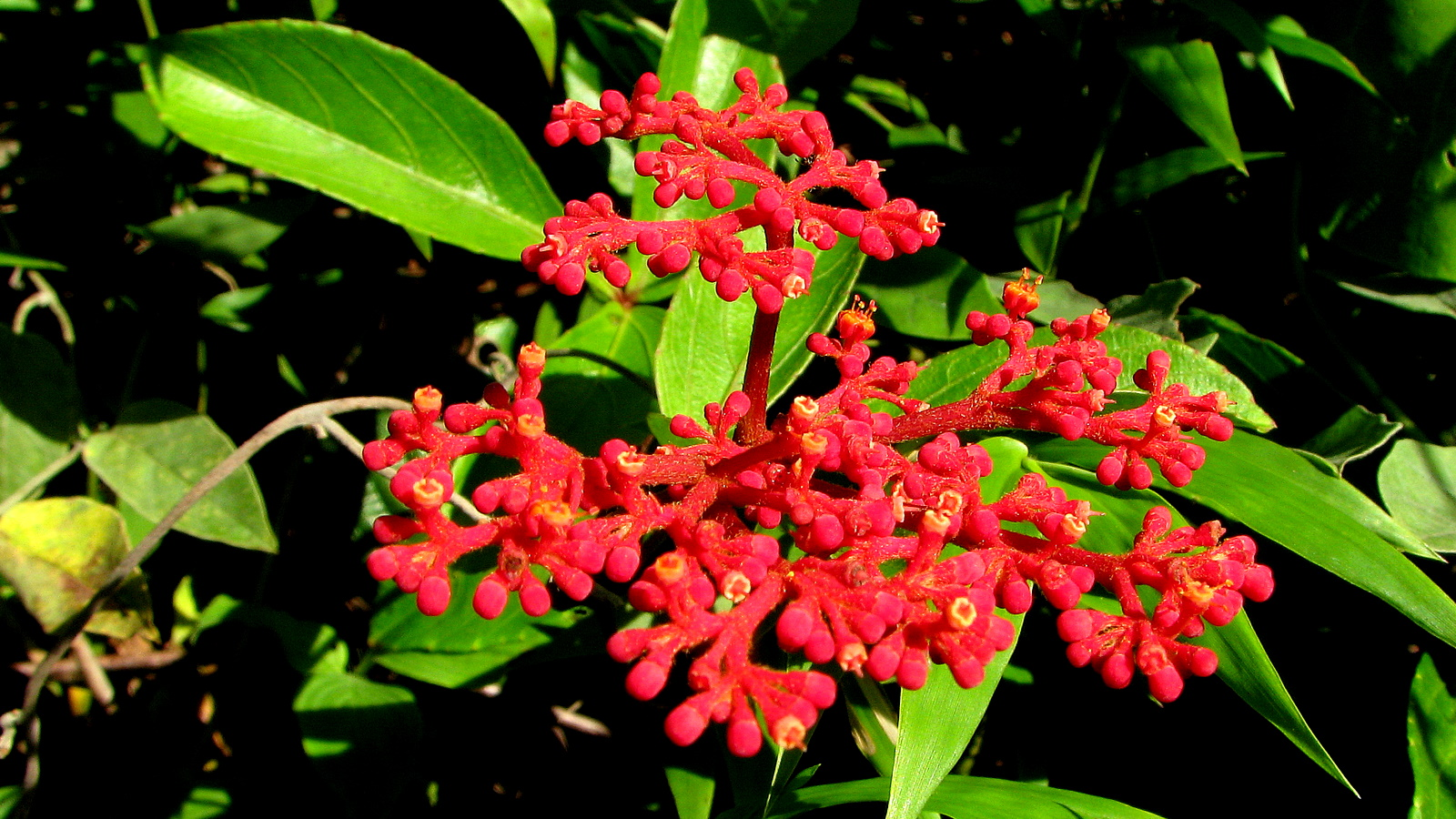
Bông của Cissus erosa.

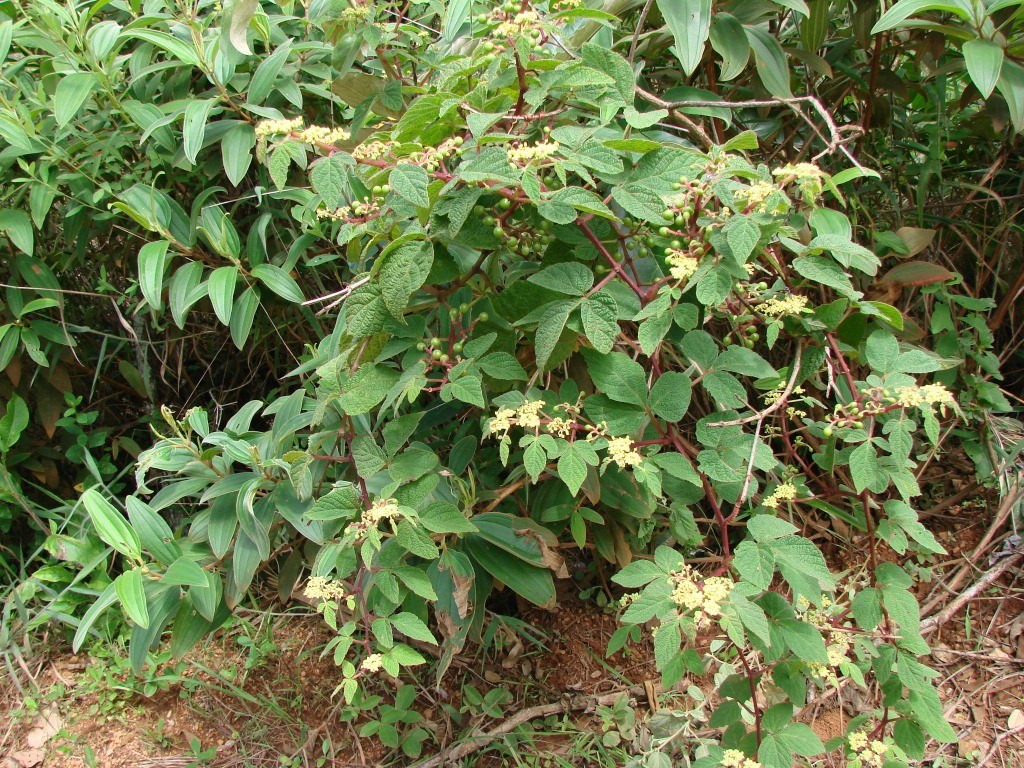
Cissus duarteana.

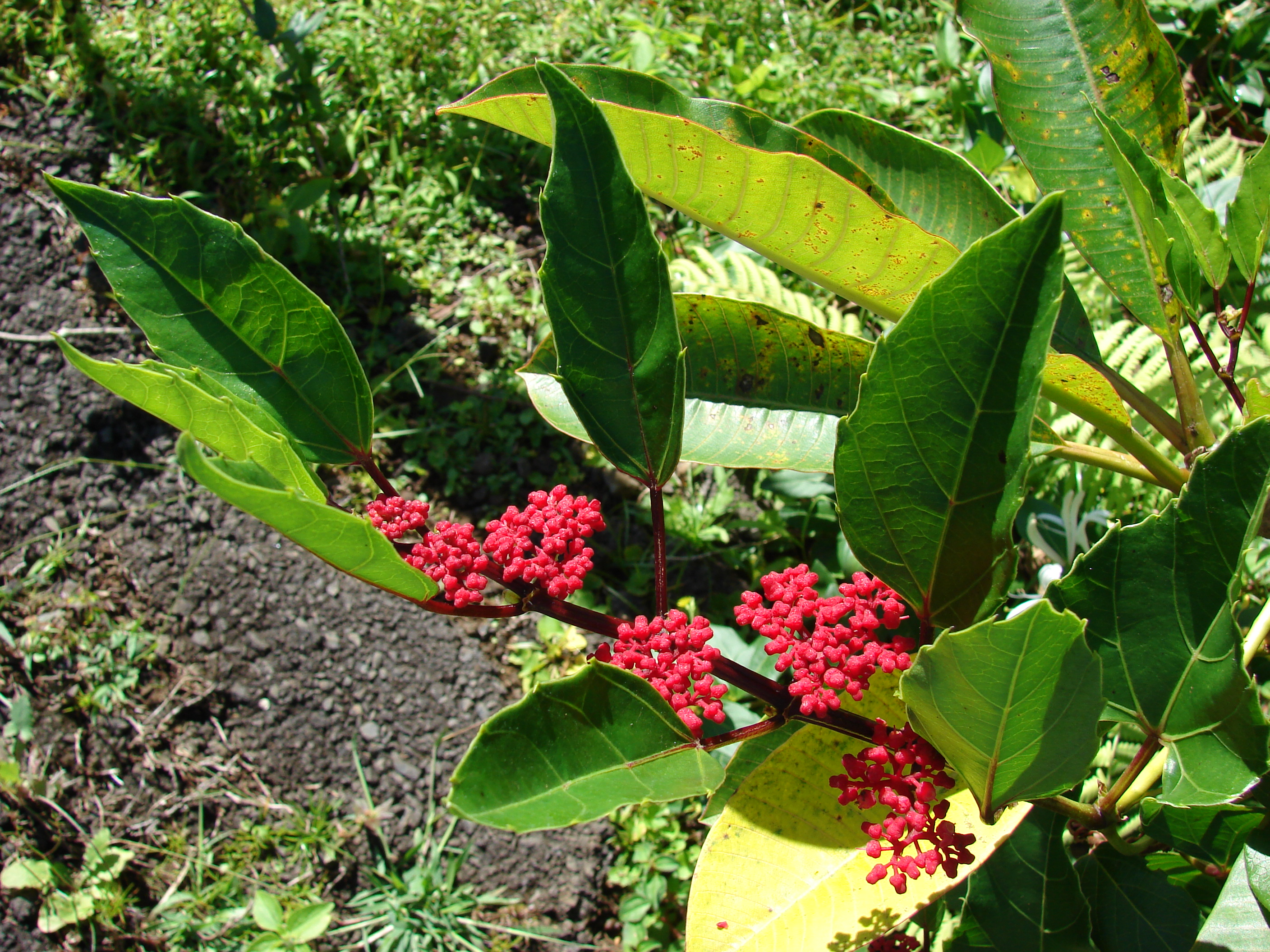
Cành với lá và bông của Cissus nodosa.